# Варшавська (платформа)
Варша́вська (рос. Варшавская) (раніше Коломенське) — зупинний пункт Павелецького напрямку Московської залізниці у Москві, Росія. Входить до Московсько-Горківського центру організації роботи залізничних станцій ДЦС-8 Московської дирекції управління рухом.
Зупинний пункт відкрито разом із станцією Коломенське під час відкриття залізничної лінії від Павельця до Москви.
Розташований у районі Нагірний, біля Варшавського шосе. 
Має пересадку на однойменну станцію метро (на час робіт з будівництва Великої Кільцевої лінії пересадка відсутня). 
Поруч, з боку Варшавського шосе, розташований торгово-дозвільний центр «Варшавський», з боку Каширського проїзду автостанція «Варшавська».
Зупинний пункт має дві пасажирські острівні платформи, що сполучені підземним переходом зі станцією метро. 
Обладнані турнікетами. 
Перша платформа використовується для звичайних поїздів (колії I, II), з другої поїзди вирушають лише кілька разів на день (колії III, 5). 
Працюють дві каси, одна з них у підземному переході перед входом у метро, інша перед виходом з переходу з боку Каширського проїзду.
У грудні 2020 року пункт зупинки перейменований на «Варшавську».
.

## Пересадки
- Метростанцію  «Варшавська»
- Автобуси: м95, с163, 897, с929, 947, 965, КМ (Ках), т60, т72

## Послуги
| Попередня зупинка | Лінія | Лінія                         | Лінія | Наступна зупинка |
| ----------------- | ----- | ----------------------------- | ----- | ---------------- |
| Нагатінська       |       | Лінія Павелецький напрямок МЗ |       | Чертаново        |